# Svedja
Svedja is een plaats in de gemeente Hudiksvall in het landschap Hälsingland en de provincie Gävleborgs län in Zweden. De plaats heeft 57 inwoners (2005) en een oppervlakte van 24 hectare.